# Glochidion lanceolarium
Glochidion lanceolarium är en emblikaväxtart som först beskrevs av William Roxburgh, och fick sitt nu gällande namn av Voigt. Glochidion lanceolarium ingår i släktet Glochidion och familjen emblikaväxter. Inga underarter finns listade i Catalogue of Life.